# 神冊
神冊（しんさく）は、遼の太祖耶律阿保機の治世で使用された元号。建国後初めての元号である。916年 - 922年。
- 元年：耶律阿保機が帝位に即位。神冊を建元。耶律倍の立太子。
- 5年：契丹文字の制定
- 6年：耶律阿保機による部内統合が完成。
- 7年：天賛と改元

## 西暦との対照表
| 神冊 | 元年  | 2年   | 3年   | 4年   | 5年   | 6年   | 7年   |
| 西暦 | 916年 | 917年 | 918年 | 919年 | 920年 | 921年 | 922年 |
| 干支 | 丙子  | 丁丑  | 戊寅  | 己卯  | 庚辰  | 辛巳  | 壬午  |